# Machimus keniaensis
Machimus keniaensis là một loài ruồi trong họ Asilidae. Machimus keniaensis được Lindner miêu tả năm 1961. Loài này phân bố ở vùng nhiệt đới châu Phi.